# 1995-ös atlétikai világbajnokság
Az 1995-ös atlétikai világbajnokságot Göteborgban, Svédországban rendezték augusztus 13. és augusztus 22. között. A vb-n 44 versenyszám volt.
Ezen a világbajnokságon rendeztek először női 5000 méteres síkfutószámot, amely a korábbi 3000 méteres távot váltotta fel.

## A magyar sportolók eredményei
Magyarország a világbajnokságon 18 sportolóval képviseltette magát.
Érmesek
| Érem      | Versenyző    | Versenyszám   | Dátum         |
| --------- | ------------ | ------------- | ------------- |
| Bronzérem | Gécsek Tibor | Kalapácsvetés | augusztus 6.  |
| Bronzérem | Ináncsi Rita | Hétpróba      | augusztus 10. |

## Éremtáblázat
(A táblázatban Magyarország eltérő háttérszínnel kiemelve.)
| Helyezés | Nemzet             | Arany | Ezüst | Bronz | Összesen |
| 1.       | Egyesült Államok   | 12    | 2     | 5     | 19       |
| 2.       | Fehéroroszország   | 2     | 3     | 2     | 7        |
| 3.       | Németország        | 2     | 2     | 2     | 6        |
| 3.       | Olaszország        | 2     | 2     | 2     | 6        |
| 5.       | Kuba               | 2     | 2     | 0     | 4        |
| 6.       | Kenya              | 2     | 1     | 3     | 6        |
| 7.       | Kanada             | 2     | 1     | 1     | 4        |
| 7.       | Portugália         | 2     | 1     | 1     | 4        |
| 9.       | Ukrajna            | 2     | 0     | 1     | 3        |
| 10.      | Algéria            | 2     | 0     | 0     | 2        |
| 11.      | Oroszország        | 1     | 4     | 7     | 12       |
| 12.      | Jamaica            | 1     | 4     | 2     | 7        |
| 13.      | Egyesült Királyság | 1     | 3     | 1     | 5        |
| 14.      | Finnország         | 1     | 1     | 1     | 3        |
| 14.      | Bulgária           | 1     | 1     | 1     | 3        |
| 16.      | Bahama-szigetek    | 1     | 1     | 0     | 2        |
| 16.      | Etiópia            | 1     | 1     | 0     | 2        |
| 16.      | Spanyolország      | 1     | 1     | 0     | 2        |
| 19.      | Franciaország      | 1     | 0     | 2     | 3        |
| 20.      | Csehország         | 1     | 0     | 0     | 1        |
| 20.      | Dánia              | 1     | 0     | 0     | 1        |
| 20.      | Írország           | 1     | 0     | 0     | 1        |
| 20.      | Szíria             | 1     | 0     | 0     | 1        |
| 20.      | Tádzsikisztán      | 1     | 0     | 0     | 1        |
| 25.      | Marokkó            | 0     | 3     | 1     | 4        |
| 26.      | Románia            | 0     | 2     | 0     | 2        |
| 27.      | Ausztrália         | 0     | 1     | 1     | 2        |
| 27.      | Burundi            | 0     | 1     | 1     | 2        |
| 29.      | Bermuda            | 0     | 1     | 0     | 1        |
| 29.      | Kína               | 0     | 1     | 0     | 1        |
| 29.      | Kazahsztán         | 0     | 1     | 0     | 1        |
| 29.      | Mexikó             | 0     | 1     | 0     | 1        |
| 29.      | Namíbia            | 0     | 1     | 0     | 1        |
| 29.      | Suriname           | 0     | 1     | 0     | 1        |
| 29.      | Zambia             | 0     | 1     | 0     | 1        |
| 36.      | Magyarország       | 0     | 0     | 2     | 2        |
| 36.      | Lengyelország      | 0     | 0     | 2     | 2        |
| 38.      | Brazília           | 0     | 0     | 1     | 1        |
| 38.      | Dominikai Közösség | 0     | 0     | 1     | 1        |
| 38.      | Nigéria            | 0     | 0     | 1     | 1        |
| 38.      | Norvégia           | 0     | 0     | 1     | 1        |
| 38.      | Trinidad és Tobago | 0     | 0     | 1     | 1        |
| 38.      | Szaúd-Arábia       | 0     | 0     | 1     | 1        |
| Összesen | Összesen           | 44    | 44    | 44    | 132      |

## Eredmények
- WR – világrekord
- CR – világbajnoki rekord
- AR – kontinens rekord
- NR – országos rekord
- WL – az adott évben aktuálisan a világ legjobb eredménye
- SB – az adott évben aktuálisan az egyéni legjobb eredmény
- PB – egyéni rekord

### Férfi
| Versenyszám     | Arany                                                                             | Arany       | Ezüst                                                                        | Ezüst     | Bronz                                                                             | Bronz      |
| --------------- | --------------------------------------------------------------------------------- | ----------- | ---------------------------------------------------------------------------- | --------- | --------------------------------------------------------------------------------- | ---------- |
| 100 m           | Donovan Bailey · Kanada                                                           | 9,97        | Bruny Surin · Kanada                                                         | 10,03     | Ato Boldon · Trinidad és Tobago                                                   | 10,03      |
| 200 m           | Michael Johnson · Egyesült Államok                                                | 19,79 CR    | Frankie Fredericks · Namíbia                                                 | 20,12     | Jeff Williams · Egyesült Államok                                                  | 20,18      |
| 400 m           | Michael Johnson · Egyesült Államok                                                | 43,39 CR    | Butch Reynolds · Egyesült Államok                                            | 44,22     | Greg Haughton · Jamaica                                                           | 44,56      |
| 800 m           | Wilson Kipketer · Dánia                                                           | 1:45,08     | Arthémon Hatungimana · Burundi                                               | 1:45,64   | Vebjørn Rodal · Norvégia                                                          | 1:45,68    |
| 1500 m          | Noureddine Morceli · Algéria                                                      | 3:33,73     | Hisám el-Gerúzs · Marokkó                                                    | 3:35,28   | Vénuste Niyongabo · Burundi                                                       | 3:35,56    |
| 5000 m          | Ismael Kirui · Kenya                                                              | 13:16,77    | Khalid Bouhlami · Marokkó                                                    | 13:17,15  | Shem Kororia · Kenya                                                              | 13:17,59   |
| 10 000 m        | Haile Gebrselassie · Etiópia                                                      | 27:12,95 CR | Khalid Skah · Marokkó                                                        | 27:14,53  | Paul Tergat · Kenya                                                               | 27:14,70   |
| Maraton         | Martín Fiz · Spanyolország                                                        | 2:11:41     | Dionicio Cerón · Mexikó                                                      | 2:12:13   | Luiz Antônio dos Santos · Brazília                                                | 2:12:49    |
| 110 m gát       | Allen Johnson · Egyesült Államok                                                  | 13,00       | Tony Jarrett · Nagy-Britannia                                                | 13,04     | Roger Kingdom · Egyesült Államok                                                  | 13,19      |
| 400 m gát       | Derrick Adkins · Egyesült Államok                                                 | 47,98       | Samuel Matete · Zambia                                                       | 48,03     | Stéphane Diagana · Franciaország                                                  | 48,14      |
| 3000 m akadály  | Moses Kiptanui · Kenya                                                            | 8:04,16 CR  | Christopher Kosgei · Kenya                                                   | 8:09,30   | Saad Shadad Al-Asmari · Szaúd-Arábia                                              | 8:12,95 AR |
| 20 km gyaloglás | Michele Didoni · Olaszország                                                      | 1:19:59     | Valentín Massana · Spanyolország                                             | 1:20:23   | Jevgenyij Miszjulja · Fehéroroszország                                            | 1:20:48    |
| 50 km gyaloglás | Valentin Kononen · Finnország                                                     | 3:43:42     | Giovanni Perricelli · Olaszország                                            | 3:45:11   | Robert Korzeniowski · Lengyelország                                               | 3:45:57    |
| 4 × 100 m váltó | Kanada · Donovan Bailey · Robert Esmie · Glenroy Gilbert · Bruny Surin            | 38,31       | Ausztrália · Paul Henderson · Tim Jackson · Steve Brimacombe · Damien Marsh  | 38,50     | Olaszország · Giovanni Puggioni · Ezio Madonia · Angelo Cipolloni · Sandro Floris | 39,07      |
| 4 × 400 m váltó | Egyesült Államok · Marlon Ramsey · Derek Mills · Butch Reynolds · Michael Johnson | 2:57,32     | Jamaica · Michael McDonald · Davian Clarke · Danny McFarlane · Greg Haughton | 2:59,88   | Nigéria · Udeme Ekpeyong · Kunle Adejuyigbe · Jude Monye · Sunday Bada            | 3:03,18    |
| Magasugrás      | Troy Kemp · Bahama-szigetek                                                       | 237 cm      | Javier Sotomayor · Kuba                                                      | 237 cm    | Artur Partyka · Lengyelország                                                     | 235 cm     |
| Rúdugrás        | Szergej Bubka · Ukrajna                                                           | 592 cm      | Makszim Taraszov · Oroszország                                               | 586 cm    | Jean Galfione · Franciaország                                                     | 586 cm     |
| Távolugrás      | Iván Pedroso · Kuba                                                               | 870 cm      | James Beckford · Jamaica                                                     | 830 cm    | Mike Powell · Egyesült Államok                                                    | 829 cm     |
| Hármasugrás     | Jonathan Edwards · Nagy-Britannia                                                 | 18,29 m WR  | Brian Wellman · Bermuda                                                      | 17,62 m   | Jerome Romain · Dominikai Közösség                                                | 17,59 m    |
| Súlylökés       | John Godina · Egyesült Államok                                                    | 21,47 m     | Mika Halvari · Finnország                                                    | 20,93 m   | Randy Barnes · Egyesült Államok                                                   | 20,41 m    |
| Diszkoszvetés   | Lars Riedel · Németország                                                         | 68,76 m CR  | Vlagyimir Dubrovscsik · Fehéroroszország                                     | 65,98 m   | Vaszilij Kaptyuh · Fehéroroszország                                               | 65,88 m    |
| Kalapácsvetés   | Andrej Abduvaliev · Tádzsikisztán                                                 | 81,56 m     | Igor Asztapkovics · Fehéroroszország                                         | 81,10 m   | Gécsek Tibor · Magyarország                                                       | 80,98 m    |
| Gerelyhajítás   | Jan Železný · Csehország                                                          | 89,58 m     | Steve Backley · Nagy-Britannia                                               | 86,30 m   | Boris Henry · Németország                                                         | 86,08 m    |
| Tízpróba        | Dan O'Brien · Egyesült Államok                                                    | 8695 pont   | Eduard Hämäläinen · Fehéroroszország                                         | 8489 pont | Mike Smith · Kanada                                                               | 8419 pont  |

### Női
| Versenyszám     | Arany                                                                               | Arany       | Ezüst                                                                                           | Ezüst      | Bronz                                                                                    | Bronz     |
| --------------- | ----------------------------------------------------------------------------------- | ----------- | ----------------------------------------------------------------------------------------------- | ---------- | ---------------------------------------------------------------------------------------- | --------- |
| 100 m           | Gwen Torrence · Egyesült Államok                                                    | 10,85       | Merlene Ottey · Jamaica                                                                         | 10,94      | Irina Privalova · Oroszország                                                            | 10,96     |
| 200 m           | Merlene Ottey · Jamaica                                                             | 22,12       | Irina Privalova · Oroszország                                                                   | 22,12      | Galina Malcsugina · Oroszország                                                          | 22,37     |
| 400 m           | Marie-José Pérec · Franciaország                                                    | 49,28       | Pauline Davis · Bahama-szigetek                                                                 | 49,96      | Jearl Miles · Egyesült Államok                                                           | 50,00     |
| 800 m           | Ana Fidelia Quirot · Kuba                                                           | 1:56,11     | Letitia Vriesde · Suriname                                                                      | 1:56,68 AR | Kelly Holmes · Nagy-Britannia                                                            | 1:56,95   |
| 1500 m          | Hassiba Boulmerka · Algéria                                                         | 4:02,42     | Kelly Holmes · Nagy-Britannia                                                                   | 4:03,04    | Carla Sacramento · Portugália                                                            | 4:03,79   |
| 5000 m          | Sonia O'Sullivan · Írország                                                         | 14:46,47 CR | Fernanda Ribeiro · Portugália                                                                   | 14:48,54   | Zahra Ouaziz · Marokkó                                                                   | 14:53,77  |
| 10 000 m        | Fernanda Ribeiro · Portugália                                                       | 31:04,99    | Derartu Tulu · Etiópia                                                                          | 31:08,10   | Tegla Loroupe · Kenya                                                                    | 31:17,66  |
| Maraton         | Manuela Machado · Portugália                                                        | 2:25:39     | Anuta Catuna · Románia                                                                          | 2:26:25    | Ornella Ferrara · Olaszország                                                            | 2:30:11   |
| Maraton         | A verseny távja a normál maratoni távnál 400 méterrel rövidebb volt.                |             |                                                                                                 |            |                                                                                          |           |
| 100 m gát       | Gail Devers · Egyesült Államok                                                      | 12,68       | Olga Sisigina · Kazahsztán                                                                      | 12,80      | Julija Graudin · Oroszország                                                             | 12,85     |
| 400 m gát       | Kim Batten · Egyesült Államok                                                       | 52,61 WR    | Tonja Buford · Egyesült Államok                                                                 | 52,62      | Deon Hemmings · Jamaica                                                                  | 53,48 NR  |
| 10 km gyaloglás | Irina Sztankina · Oroszország                                                       | 42:13 CR    | Elisabetta Perrone · Olaszország                                                                | 42:16      | Jelena Nyikolajeva · Oroszország                                                         | 42:20     |
| 4 × 100 m váltó | Egyesült Államok · Celena Mondie · Carlette Guidry · Chryste Gaines · Gwen Torrence | 42,12       | Jamaica · Dahlia Duhaney · Juliet Cuthbert · Beverly McDonald · Merlene Ottey                   | 42,25      | Németország · Melanie Paschke · Silke Lichtenhagen · Silke-Beate Knoll · Gabriele Becker | 43,01     |
| 4 × 400 m váltó | Egyesült Államok · Kim Graham · Rochelle Stevens · Camara Jones · Jearl Miles       | 3:22,29     | Oroszország · Tatyana Csebikina · Szvetlana Goncsarenko · Julija Szotnyikova · Jelena Andrejeva | 3:23,98    | Ausztrália · Lee Naylor · Renée Poetschka · Melinda Gainsford-Taylor · Cathy Freeman     | 3:25,88   |
| Távolugrás      | Fiona May · Olaszország                                                             | 698 cm      | Niurka Montalvo · Kuba                                                                          | 686 cm     | Irina Musajlova · Oroszország                                                            | 683 cm    |
| Hármasugrás     | Inesza Kravec · Ukrajna                                                             | 15,50 m WR  | Iva Prandzseva · Bulgária                                                                       | 15,18 m    | Anna Birjukova · Oroszország                                                             | 15,08 m   |
| Magasugrás      | Sztefka Kosztadinova · Bulgária                                                     | 201 cm      | Alina Astafei · Németország                                                                     | 199 cm     | Inga Babakova · Ukrajna                                                                  | 199 cm    |
| Súlylökés       | Astrid Kumbernuss · Németország                                                     | 21,22 m     | Huang Zhihong · Kína                                                                            | 20,04 m    | Szvetla Mitkova · Bulgária                                                               | 19,56 m   |
| Diszkoszvetés   | Ellina Zvereva · Fehéroroszország                                                   | 68,64 m     | Ilke Wyludda · Németország                                                                      | 67,20 m    | Olga Csernyavszkaja · Oroszország                                                        | 66,86 m   |
| Gerelyhajítás   | Natallja Sikalenka · Fehéroroszország                                               | 67,56 m     | Felicia Tilea · Románia                                                                         | 65,22 m    | Mikaela Ingberg · Finnország                                                             | 65,16 m   |
| Hétpróba        | Ghada Shouaa · Szíria                                                               | 6651 pont   | Szvetlana Moszkalec · Oroszország                                                               | 6575 pont  | Ináncsi Rita · Magyarország                                                              | 6522 pont |